# 第一幼児教育専門学校
第一幼児教育専門学校（だいいちようじきょういくせんもんがっこう、英称:Daiichi Nursery Teachers College）は、東京都豊島区東池袋3-20-15にある専修学校。運営は学校法人都築教育学園。

## 概要
鹿児島県と東京都にキャンパスを有する第一工業大学、鹿児島県で第一幼児教育短期大学等を運営する学校法人都築教育学園が、2017年に開校させた保育科のみの専修学校である。2011年8月29日に閉校した（廃止された）東京国際情報ビジネス専門学校の校舎を利用している。

## 沿革
運営している法人が同じである『第一工業大学自己点検評価書』、学校法人都築教育学園の『平成３０年度事業報告書』（ともに2020年2月27日確認）等を参照
- 1958年10月1日 - 学校法人坂元学園設立の認可
- 1985年4月1日 - 法人寄付行為変更認可により学校法人都築教育学園を設立
- 2017年4月 - 第一幼児教育専門学校開校（教育・社会福祉専門課程保育科）
- 2019年3月 - 第1期生3名が卒業
- 2019年7月2日 - 2020年度以降の学生募集停止を発表
- 2021年3月 - 廃校

## 設置課程・学科
- 教育・社会福祉専門課程
  - 保育科（男女共学、昼間2年制）

## 取得資格
- 保育士
- レクリエーション・インストラクター
- 認定ベビーシッター

## 関係者等
- 都築美紀枝 - 本校校長、学校法人都築教育学園理事長、第一幼児教育短期大学学長